# Carrefour de la Tour
Le carrefour de la Tour, cité avec ce nom par Guillot de Paris, est une ancienne voie de Paris qui était située dans les anciens 4e et 5e arrondissement de Paris.
Le Puits d'Amour était un puits à eau, également disparu, situé à ce carrefour.

## Odonymie
Le carrefour devrait son nom a une tour dont il ne reste aucun souvenir.

## Situation
Le Carrefour de la Tour était la jonction des rues de la Petite-Truanderie et de la Grande-Truanderie,.
Le Puits d'Amour était situé à ce carrefour.

## Histoire
Ce carrefour ainsi que ce puits sont cités dans Le Dit des rues de Paris, de Guillot de Paris, qui indique :

« Et le carrefour de la Tour,
Où l'en giète mainte sentence
En la maison à dan Sequence,
Le Puis le carrefour depart […] »

Selon une légende, une jeune fille nommée Agnès Hellebie, ou Héllebic, d'une famille distinguée dont le père tenait un rang à la cour de Philippe-Auguste, se voyant trompée et abandonnée par son amant, de désespoir se précipita dans le puits situé au milieu de cette place et s'y noya. Trois cents ans plus tard, un jeune homme exaspéré par la froideur de sa maitresse, s'y précipita, mais il ne se fit aucun mal. Ce témoignage d'amour toucha le cœur de celle-ci qui lui jeta une corde en l'assurant qu'elle ne lui serait plus cruelle. Il voulut marquer sa reconnaissance envers ce puits, et le fit rebâtir.
Sauval indique que de son temps, on pouvait lire sur la margelle, en lettres gothiques et mal gravées, ces mots :
L'amour m'a refait

En 1525 tout-à-fait.
Les amants s'y donnaient des rendez-vous ; tous les soirs, on y chantait, on y dansait et, comme sur un autel, on y jurait de s'aimer toujours. Les prédicateurs et les dévots, ennemis des amours, vinrent troubler ces galantes assemblées et le puits, dit-on, fut comblé.
Ce puits fut le sujet de plusieurs chansons dont Le Puits :
Dans quel puits es-tu retirée,

Vérité, sœur de la Vertu ?

Inconnue dans chaque contrée

Serait-il donc le puits perdu ?

Que d'autres le cherchent encore,

Dans l'espoir de le rendre au jour, 

Moi, fidèle au Dieu que j'adore,

Je vais chanter le Puits d'Amour !